# Pisisaare
Pisisaare – wieś w Estonii, w prowincji Jõgeva, w gminie Pajusi.